# Cantone di Saint-Cyr-sur-Loire
Il Cantone di Saint-Cyr-sur-Loire è una divisione amministrativa dell'arrondissement di Tours.
A seguito della riforma approvata con decreto del 18 febbraio 2014, che ha avuto attuazione dopo le elezioni dipartimentali del 2015, è passato da 1 a 5 comuni.

## Composizione
Prima della riforma del 2014 comprendeva il solo comune di Saint-Cyr-sur-Loire.
Dal 2015 i comuni appartenenti al cantone sono i seguenti 5:
- Fondettes
- Luynes
- La Membrolle-sur-Choisille
- Saint-Cyr-sur-Loire
- Saint-Étienne-de-Chigny